# Доброґосциці
Доброґосциці (пол. Dobrogościce, нім. Hempelhof) — село в Польщі, у гміні Злотники-Куявські Іновроцлавського повіту Куявсько-Поморського воєводства.
Населення — 140 осіб (2011).
У 1975-1998 роках село належало до Бидгощського воєводства.

## Демографія
Демографічна структура станом на 31 березня 2011 року:
|          | Загалом | Допрацездатний вік | Працездатний вік | Постпрацездатний вік |
| -------- | ------- | ------------------ | ---------------- | -------------------- |
| Чоловіки | 77      | 17                 | 55               | 5                    |
| Жінки    | 63      | 12                 | 42               | 9                    |
| Разом    | 140     | 29                 | 97               | 14                   |